# Bétera (metropolitana di Valencia)
La stazione di Bétera è una stazione della linea 1 della metropolitana di Valencia. Si trova nel Calle Estacion.
La stazione è il capolinea nord della linea 1.